# Josef Kempný
Josef Kempný (19 de julio de 1920 en Lazy, Orlová, Okres Karviná, Moravskoslezský kraj, Checoslovaquia, actual República Checa - 25 de noviembre de 1996 en Praga) fue un político checoslovaco del Partido Comunista de Checoslovaquia (KSČ por sus siglas en checo), quien, entre otros cargos, fue alcalde de Ostrava entre 1964 y 1968, Secretario del Comité Central del KSČ en 1968 y 1969, Primer ministro de la República Socialista Checa y vice primer ministro de Checoslovaquia entre 1969 y 1970, nuevamente Secretario del Comité Central del KSČ de 1970 a 1981 y presidente del Consejo Nacional Checo de 1981 a 1989.

## Vida

### Ingeniero, alcalde de Ostrava y secretario del Comité Central
Josef Kempný, que provenía de una familia de mineros, comenzó a estudiar ingeniería en la Universidad Tecnológica de Brno después de asistir a las escuelas primarias de Orlová y Přívoz, que tuvo que abandonar debido al cierre de la universidad durante la Segunda Guerra Mundial. En los años siguientes trabajó como obrero y técnico de la construcción en Ostrava y se unió al Partido Comunista de Checoslovaquia (KSČ) como miembro el 1 de junio de 1945. De 1948 a 1951 fue director de medidas de construcción en la región de Ostrava, luego director de medidas de construcción para Eslovaquia central en Zvolen y luego de 1952 a 1954 director de Priemstav en Snina. En marzo de 1954 regresó a Ostrava, donde se convirtió en director de la cooperativa de construcción Bytostav. También completó un curso por correspondencia en ingeniería en la Universidad Tecnológica de Brno, que completó en 1963 con una licenciatura en ingeniería con una tesis titulada El sistema de gestión matemática. Además, trabajó para la Seguridad del Estado (Státní bezpečnost, StB) y como subdirector de un departamento del Comité del KSČ de Moravia del Norte.
El 1 de julio de 1964, Jan Buchvaldek renunció como presidente del Comité Nacional Municipal de Ostrava y, como tal, Kempný fue alcalde de la ciudad hasta que fue sucedido por Zdeněk Kupka en 1968. Durante su mandato de cuatro años promovió la construcción de viviendas, la expansión de urbanizaciones prefabricadas en los distritos de Poruba y Zábřeh nad Odrou, así como la minería en la región de Ostrava. Tras el final de la Primavera de Praga, se convirtió en miembro del Comité Central del Partido Comunista el 17 de noviembre de 1968 y fue miembro de este organismo hasta el 20 de diciembre de 1989. Al mismo tiempo, el 17 de noviembre de 1968, se convirtió en secretario del Comité Central del Partido Comunista y miembro del secretariado del Comité Central por primera vez. Fue confirmado en estas funciones en el pleno del Comité Central el 17 de abril de 1969 y ocupó el cargo hasta el 29 de septiembre de 1969. El 1 de enero de 1969, también se convirtió en miembro de la recién creada Asamblea Federal de Checoslovaquia (Federální shromáždění) y perteneció a la Cámara del Pueblo (Sněmovna národů) hasta el 30 de enero de 1990. Al mismo tiempo, fue elegido miembro del Consejo Nacional Checo (Česká národní rada) por primera vez el 1 de enero de 1969, y fue miembro de dicho parlamento de la República Socialista Checa, hasta el 21 de octubre de 1976.

### Primer ministro de la República Checa y Presidente del Consejo Nacional Checo
El 29 de septiembre de 1969, Josef Kempný sucedió a Stanislav Rázl como primer ministro de la República Socialista Checa y ocupó este cargo hasta el 28 de enero de 1970, sucediéndole Josef Korčák.
Entre septiembre de 1969 y el 28 de enero de 1970 también fue vice primer ministro de Checoslovaquia en el gobierno de Oldřich Černík. Al mismo tiempo, también se convirtió en miembro del Presidium del Comité Central del KSČ el 29 de septiembre de 1969 y fue miembro de este Politburó como máximo órgano de dirección del partido hasta el 15 de diciembre de 1988. Luego, el 28 de enero de 1970, volvió a ser secretario y miembro de la secretaría de la Comité Central y mantuvo estas dos funciones hasta el 11 de junio de 1981. Como tal, fue desde 1970 hasta 1971 presidente de la Comisión del Presidium del Comité Central para el trabajo del partido en la República Checa. En julio de 1972, también se convirtió en miembro del Presidium del Frente Nacional (Národní fronta Čechů a Slováků), que, como organización paraguas, dirigía la política partidaria en partidos y organizaciones de masas, nominaba candidatos para las elecciones nacionales y locales y supervisaba la conducción de las elecciones.
El 7 de junio de 1981, Kempný volvió a ser miembro del Consejo Nacional Checo y perteneció a este hasta el 8 de enero de 1990. Al mismo tiempo, sucedió a Evžen Erban en junio de 1981 y ocupó el cargo de presidente de ese parlamento regional hasta que fue reemplazado por Jaroslav Šafařík el 17 de noviembre de 1989. En este cargo, también fue miembro del Presidium de la Asamblea Federal. Fue varias veces homenajeado y recibió, entre otras cosas, la Orden de Klement Gottwald (Řád Klementa Gottwalda), la Orden del Febrero Victorioso (Řád Vítězného února) y la Orden de la República (Řád republiky). En 1990 fue expulsado del Partido Comunista.